# Parco nazionale degli Elefanti di Addo
Il parco nazionale degli Elefanti di Addo (Addo Elephant National Park in inglese, Addo Olifantpark in afrikaans) è uno dei venti parchi nazionali del Sudafrica. Si trova nella provincia del Capo Orientale, circa 70 km a nordest di Port Elizabeth. Il territorio del parco è costituito di zone a vegetazione bassa, simili a steppa, e aree semi-desertiche.

## Storia
Prima dell'avvento dei coloni europei, gli elefanti erano diffusi in quasi tutta la parte meridionale del Sudafrica; furono gradualmente cacciati per far posto alle coltivazioni. All'inizio del XX secolo la caccia si intensificò e la strage di pachidermi finì per interessare l'allora nascente movimento della "protezione animali". Nel 1931, quando fu istituito il Parco, si contavano appena 11 elefanti sopravvissuti; questi esemplari furono protetti all'interno del nucleo originale dell'Addo (che assomigliava più a uno zoo che a un parco naturale, poiché era completamente recintato). 
Da questa zona iniziale, l'area del parco venne gradualmente estesa, a partire dall'inclusione dei monti Zuuberg.

### Hapoor

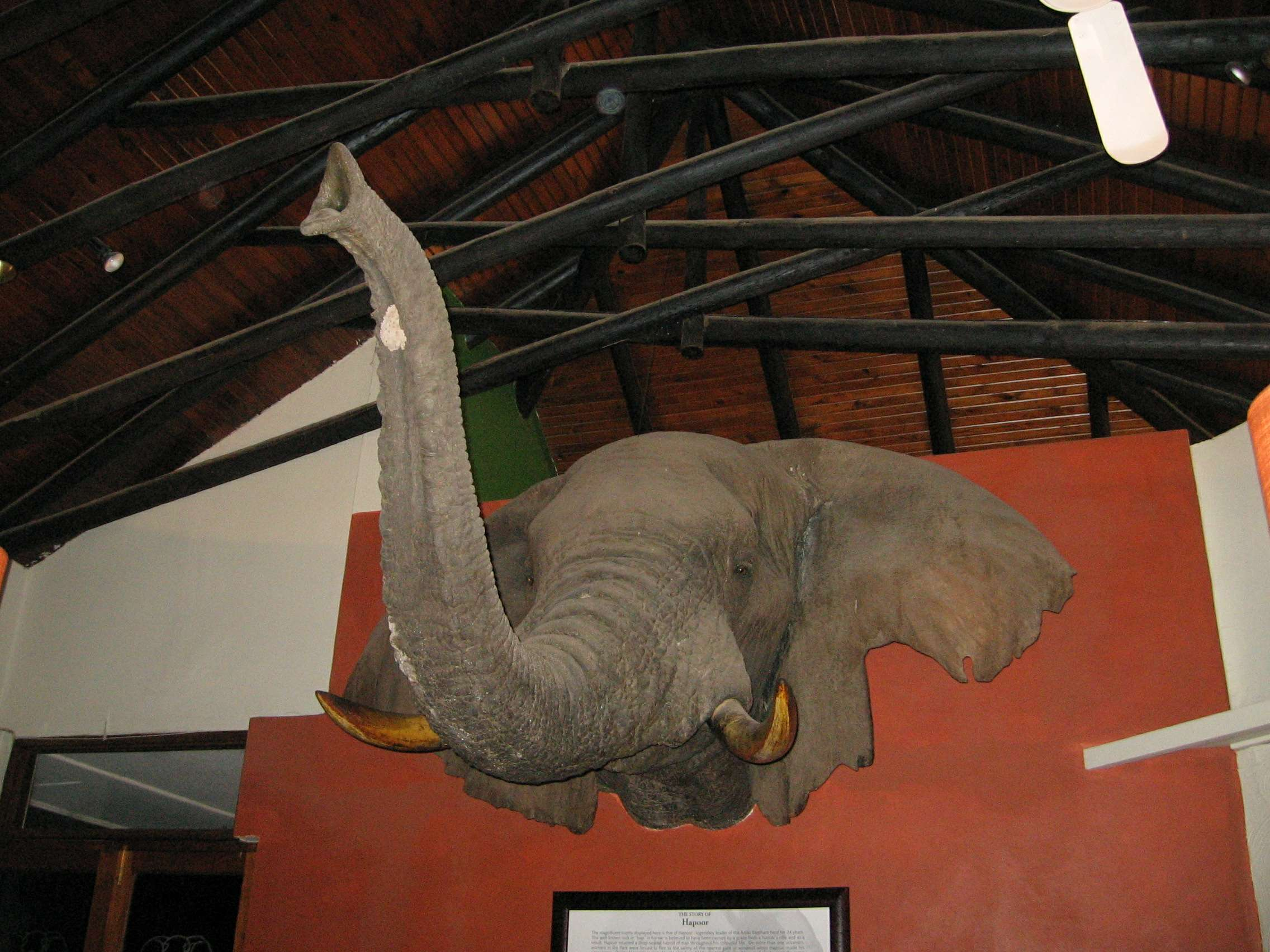
Hapoor

Il parco ebbe fra gli anni quaranta e gli anni sessanta una sorta di involontario "eroe" animale. Un grande elefante maschio, a cui fu dato il nome di Hapoor, fu colpito da un proiettile che gli bucò un orecchio, senza ucciderlo. Questo avvenimento contribuì a rendere Hapoor, già di temperamento notoriamente focoso, un nemico giurato degli esseri umani. Hapoor era a capo di un branco di una ventina di individui (e arrivò a uccidere un pretendente al trono). Nel 1968, all'età di 44 anni, Hapoor venne infine scacciato dal branco da un contendente più giovane; rimasto solo, riuscì a scavalcare l'alta barriera di protezione che delimitava il territorio dell'Addo, ciò che nessun elefante aveva mai tentato prima. Hapoor fu alla fine abbattuto perché pericoloso; oggi la sua testa, con l'orecchio bucato, si trova nella sala del ristorante principale del parco.

## Territorio
Il parco degli Elefanti di Addo propriamente detto copre una superficie complessiva di 1.480 km². Recentemente, al parco sono state unite altre due riserve, il Woody Cape Nature Reserve (dalla foce del fiume Sundays fino ad Alexandria) e una riserva marina che include St. Croix Island e Bird Island e ospita, tra l'altro, la seconda più grande colonia di pinguini africani. L'insieme dell'Addo e di queste due riserve aggiuntive ha un'area di 3.600 km² e prende il nome di Greater Addo Elephant National Park.

## Fauna
Nel suo complesso, il Greater Addo Elephant National Park è molto probabilmente l'unico parco al mondo a ospitare i cosiddetti Big Seven ("i grandi sette"): elefante, rinoceronte, leone, bufalo, leopardo, balena e squalo bianco.

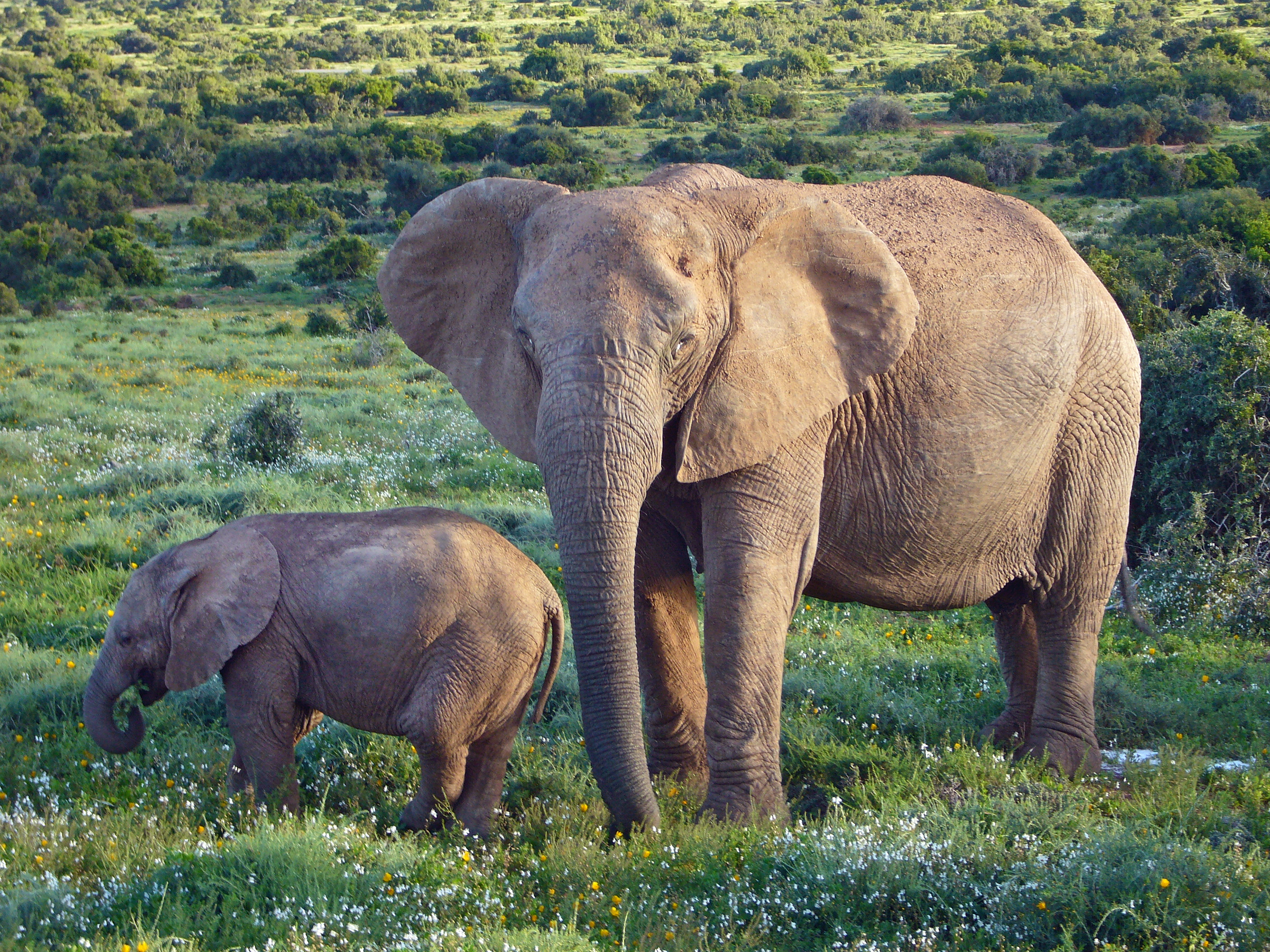
Elefantessa nel parco degli Elefanti di Addo.

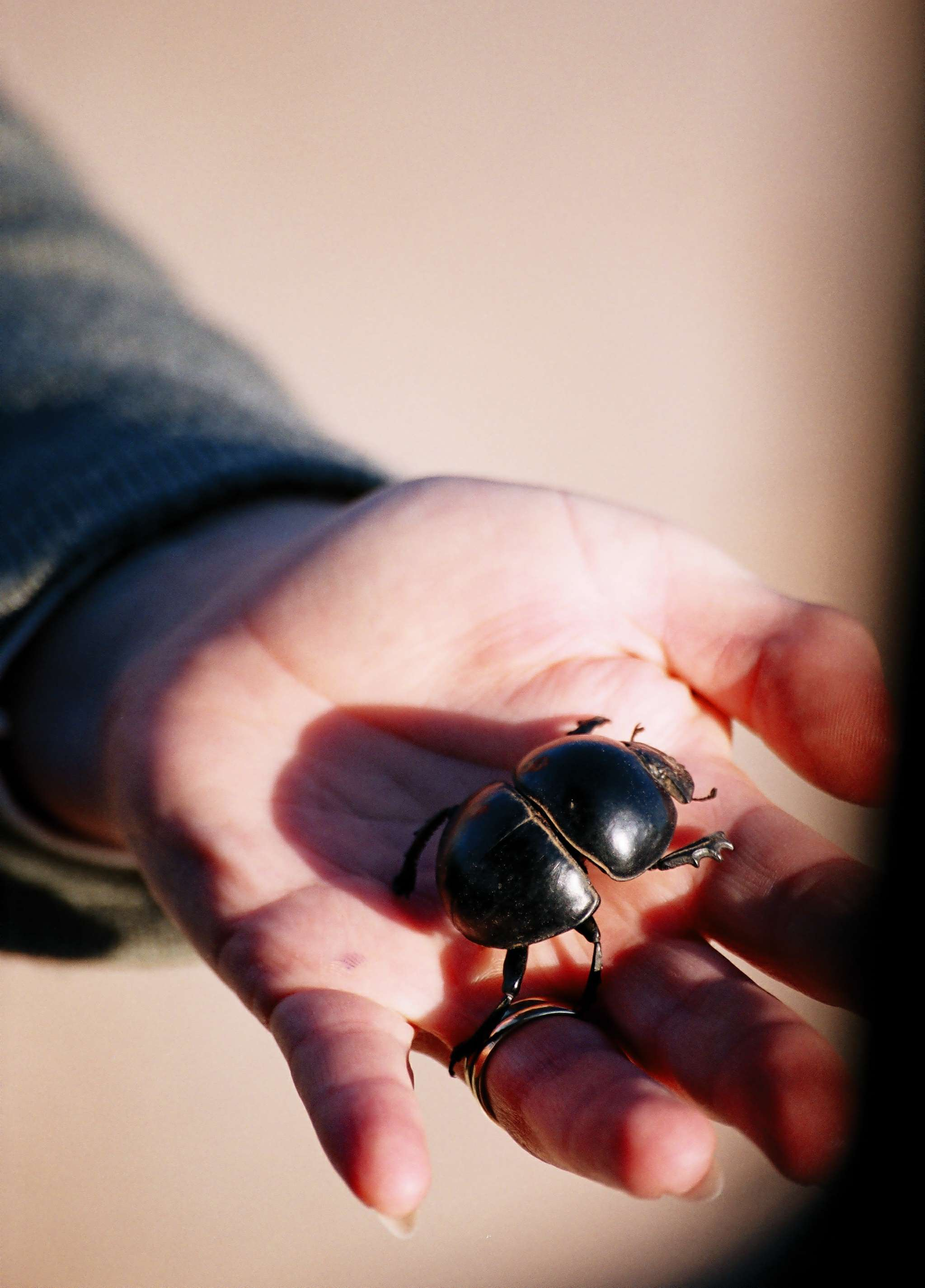
Circellium bacchus.

Oggi il parco ospita oltre 600 elefanti, oltre 400 bufali, una trentina di zebre, una quindicina di rinoceronti neri (di una sottospecie keniota, qui introdotti nei primi anni sessanta), centinaia di facoceri e una grande varietà di specie di antilopi, tra cui molti kudu e ghepardi. 

Alla fine del 2003 sono stati reintrodotti nel parco leoni e iene.

Vi si trova anche una specie endemica di scarabeo stercorario incapace di volare, il Circellium bacchus.
Gli elefanti femmina del parco dell'Addo sono sprovvisti di zanne. Questa caratteristica è dovuta al ristretto bacino genetico da cui la popolazione degli elefanti dell'Addo discende (11 esemplari), e dal fatto che questa popolazione originaria era costituita dagli ultimi individui risparmiati dai cacciatori, proprio a causa delle dimensioni ridotte delle loro zanne.

## Turismo
Il parco viene visitato ogni anno da oltre 100.000 turisti, il 54% dei quali viene dall'estero, soprattutto Germania, Paesi Bassi e Regno Unito.